# Exechia obediens
Exechia obediens är en tvåvingeart som beskrevs av Oskar Augustus Johannsen 1912. Exechia obediens ingår i släktet Exechia och familjen svampmyggor. Inga underarter finns listade i Catalogue of Life.